# Xarxa interbancària
Una xarxa interbancària, també conegut com un consorci o xarxa de caixers, és una xarxa informàtica que connecta els caixers automàtics dels diferents bancs i permet que aquests caixers automàtics puguin interaccionar amb les targetes de caixers automàtics dels bancs no nadius.
Als Països Catalans existeixen quatre xarxes interbancàries:
- ServiRed: CaixaBank, Banc Sabadell, Bankia, CatalunyaCaixa, Banc Mediolanum, Caixa d'Arquitectes i caixes rurals com Caixa Guissona.[1]
- Groupement des Cartes Bancaires CB: Crèdit Agrícola Sud Mediterrani i Banc Popular del Sud.[2]
- 4B: Banca March.[3]
- Euro 6000: Sa Nostra, Caixa Ontinyent i Colonya.[4]